# حساب السنين (مسلسل)
حساب السنين هو مسلسل تليفزيوني مصري عُرض أول مرة سنة 1989، من بطولة صلاح ذو الفقار، من تأليف يسري الجندي، وإخراج عادل صادق.

## الأحداث
بعد سنوات منذ لقائهما الأخير، يعود عوض السمري في حياة صادق (صلاح ذو الفقار) من جديد، ليهدد كل شيء في الحارة الصغيرة وينشر الفساد والفوضى، ويصبح على صادق محاربة الفساد والوقوف أمامه على الرغم من تخلي أقرب الناس إليه عنه.

## الشخصيات الرئيسية
| - صلاح ذو الفقار - أحمد خليل - محمد عوض - زيزي البدراوي - حمدي أحمد - أمينة رزق - سماح أنور | - رجاء حسين - كنعان وصفي - نبيل الدسوقي - وفاء سالم - وفاء صادق - وائل نور - عدوي غيث |